# Borgman 2058
 (avril 2019).
Si vous disposez d'ouvrages ou d'articles de référence ou si vous connaissez des sites web de qualité traitant du thème abordé ici, merci de compléter l'article en donnant les références utiles à sa vérifiabilité et en les liant à la section « Notes et références ».
Pour les articles homonymes, voir Borgman.
Borgman 2058 (Cho Senshi Borgman 2) est un anime japonais en trois épisodes de 30 minutes, créé par Michitaka Kikuchi en 1993 et diffusé sous forme d'OAV.

## Synopsis
Mégalo City en 2058. D'étranges créatures sèment la terreur dans la ville. Après avoir été grièvement blessé par l'une d'entre elles, Ken, un jeune policier est devenu un Borgman, un cyborg qui peut à tout moment revêtir une armure spéciale. Il lutte contre des démons aux côtés de Kurtz et Sarah, pour délivrer sa sœur Elisa capturée par le Maître, personnage mystérieux qui semble diriger l'ensemble des opérations. Quel est le but du Maître ? Pourquoi ses victimes sont-elles retrouvées vidées de leur sang ?

## Épisodes
1 - La cité infinie

2 - Le blues des bas fonds de la ville

3 - Simple préliminaire